# Кутровые
Ку́тровые (лат. Apocynaceae) — семейство двудольных цветковых растений, входящее в порядок Горечавкоцветные. Насчитывает 5350 видов в составе 378 родов. Среди растений этого семейства встречаются деревья, кустарники, лианы и травы.
Многие виды семейства — высокие деревья, растущие в тропических и субтропических лесах, но некоторые могут расти в засушливых местах. Также имеются многолетние травы, растущие в умеренном климате. Многие представители семейства выделяют млечный сок (латекс), в некоторых случаях ядовитый.

## Описание
Листья простые, обычно супротивные. Цветки двуполые, радиально-симметричные, с пятидольной чашечкой, собраны в кистевидные соцветия. Плоды костянковидные, ягодовидные, коробочки или стручки.

## Распространение
Виды семейства распространены по большей части в тропических областях.
- В дождевых лесах и болотах Индомалайского региона встречаются очень высокие деревья высотой до 80 м, часто с корнями-подпорками. например Alstonia и Dyera.
- В Северной Австралии: маленькие вечнозелёные деревья, например Alstonia, Alyxia, Cerbera и Ochrosia.
- В листопадных лесах Африки и Индии: маленькие деревья и кустарники, например Carissa, Wrightia и Holarrhena.
- В тропической Америке, Индии, Мьянме и Малайзии: вечнозелёные деревья и кустарники, например Rauwolfia, Tabernaemontana и Acokanthera.
- Центральная Америка: Plumeria, имеющая белые или розовые восковые цветки со сладким запахом.
- Южная Америка, Африка и Мадагаскар: много лиан, например Landolphia.
- Средиземноморский регион: распространены виды Олеандра Nerium.
- Внутренние районы Европы: виды Vinca и Vincetoxicum.
- Северная Америка: виды Apocynum, в том числе Apocynum cannabinum, источник традиционного индейского волокна.
- Внутренние районы Южной Африки (Ангола, Ботсвана, Мозамбик, ЮАР, Свазиленд и Зимбабве) и Мадагаскар (за исключением влажных вечнозелёных лесов восточной части острова и высот выше 2000 м над уровнем моря): род Pachypodium.

## Опыление
Опыляются преимущественно насекомыми, изредка птицами. Большинство видов опыляется только одним видом насекомых, таких как мухи и бабочки, в опылении ещё 7 % видов задействованы два вида насекомых, остальные 20 % видов — генералисты, в опылении которых участвует множество видов.

## Использование
- Млечный сок растений, принадлежащих к родам Carpodinus, Landolphia, Hancornia, Funtumia и Mascarenhasia, в прошлом использовался, как сырьё для производства низкокачественной резины.
- Млечный сок видов Acokanthera и Pachypodium используется бушменами в качестве яда для наконечников стрел.
- Виды Amsonia, Nerium (Олеандр), Vinca (Барвинок), Allamanda, Plumeria, Thevetia и Mandevilla культивируются, как декоративные растения.
- Карисса (Carissa macrocarpa) и Каранда (Carissa congesta) выращиваются ради съедобных плодов.
- Rauvolfia serpentina содержит широко используемые в медицине алкалоиды: резерпин и ресциннамин.
- Rauvolfia cafra содержит хинин.
- Виды родов Acokanthera, Apocynum, Cerbera, Nerium, Thevetia и Strophantus — источники сердечных гликозидов.
- Растения рода Apocynum американские индейцы использовали для получения волокна.
- Съедобные цветки Fernaldia pandurata — важная составляющая сальвадорской и гватемальской кухни.

## Таксономия

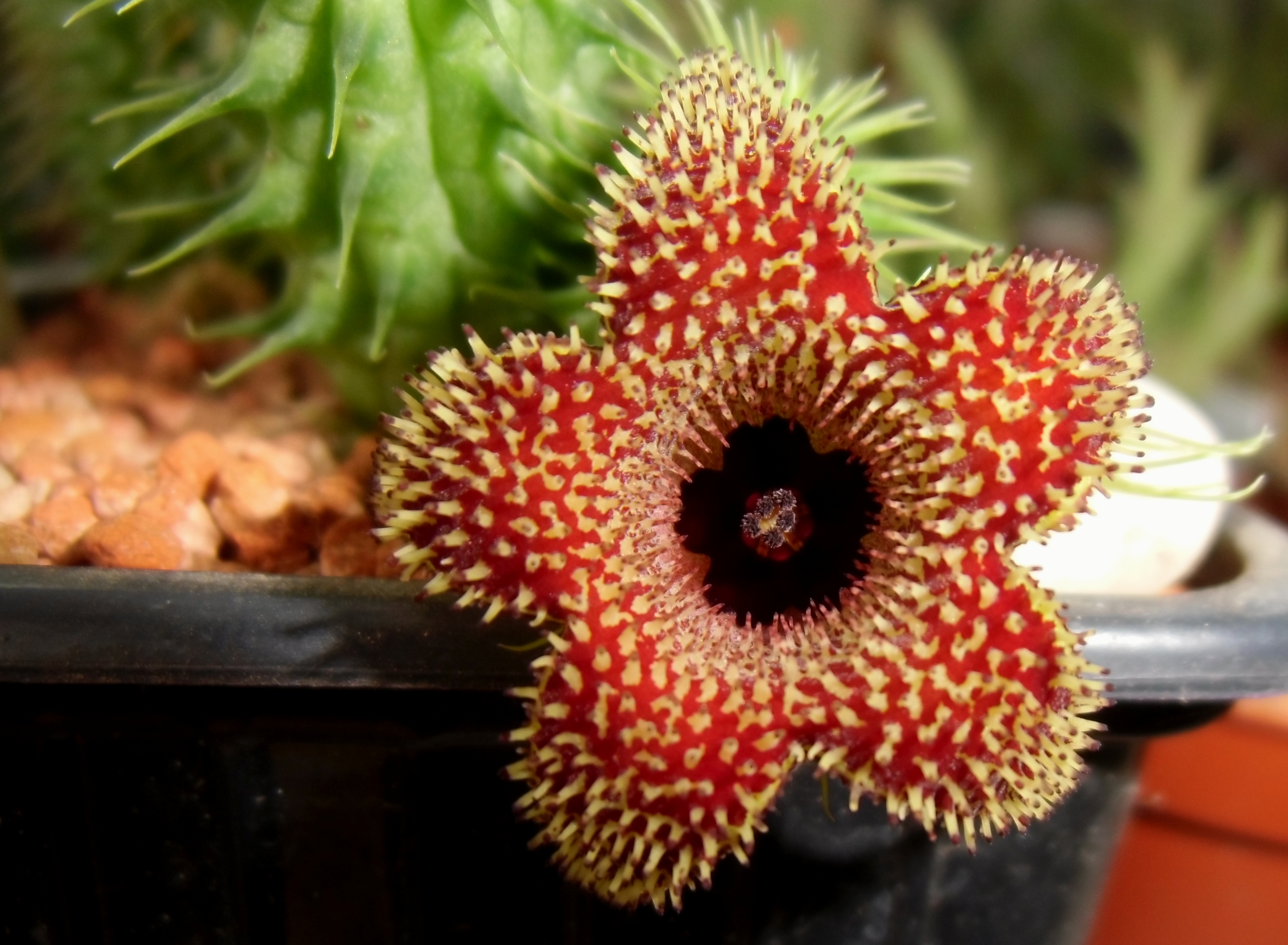
Huernia pillansii — Гуерния Пилланса

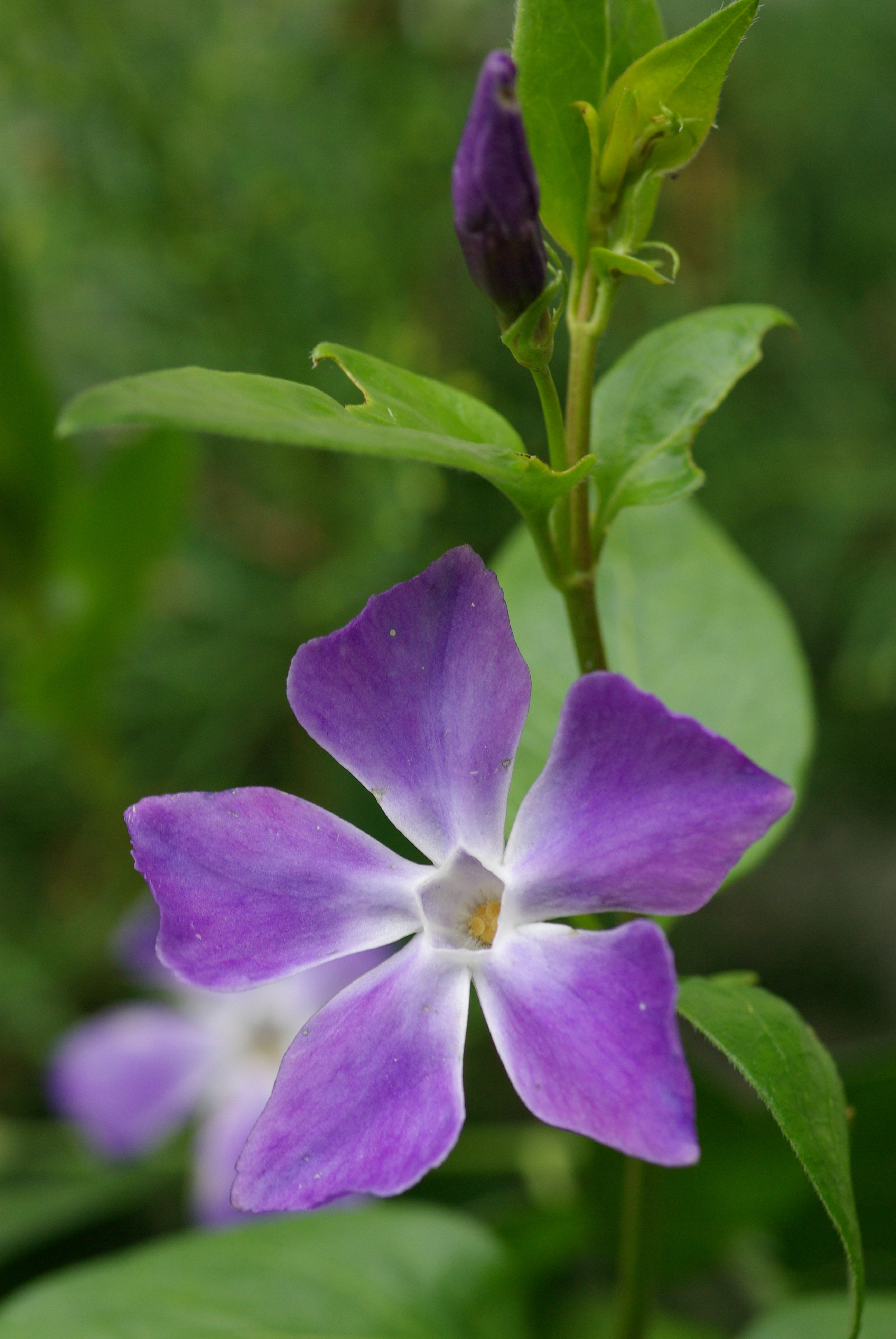

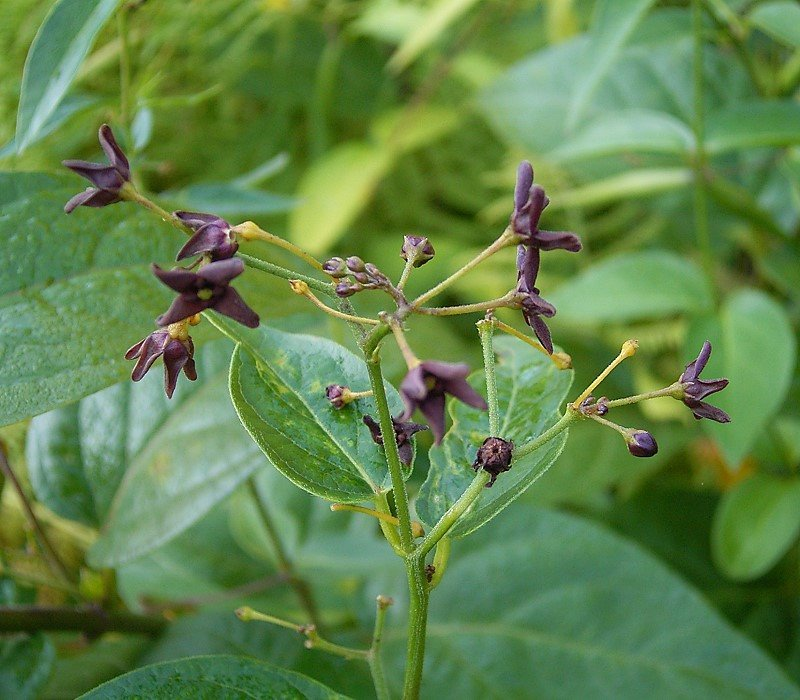

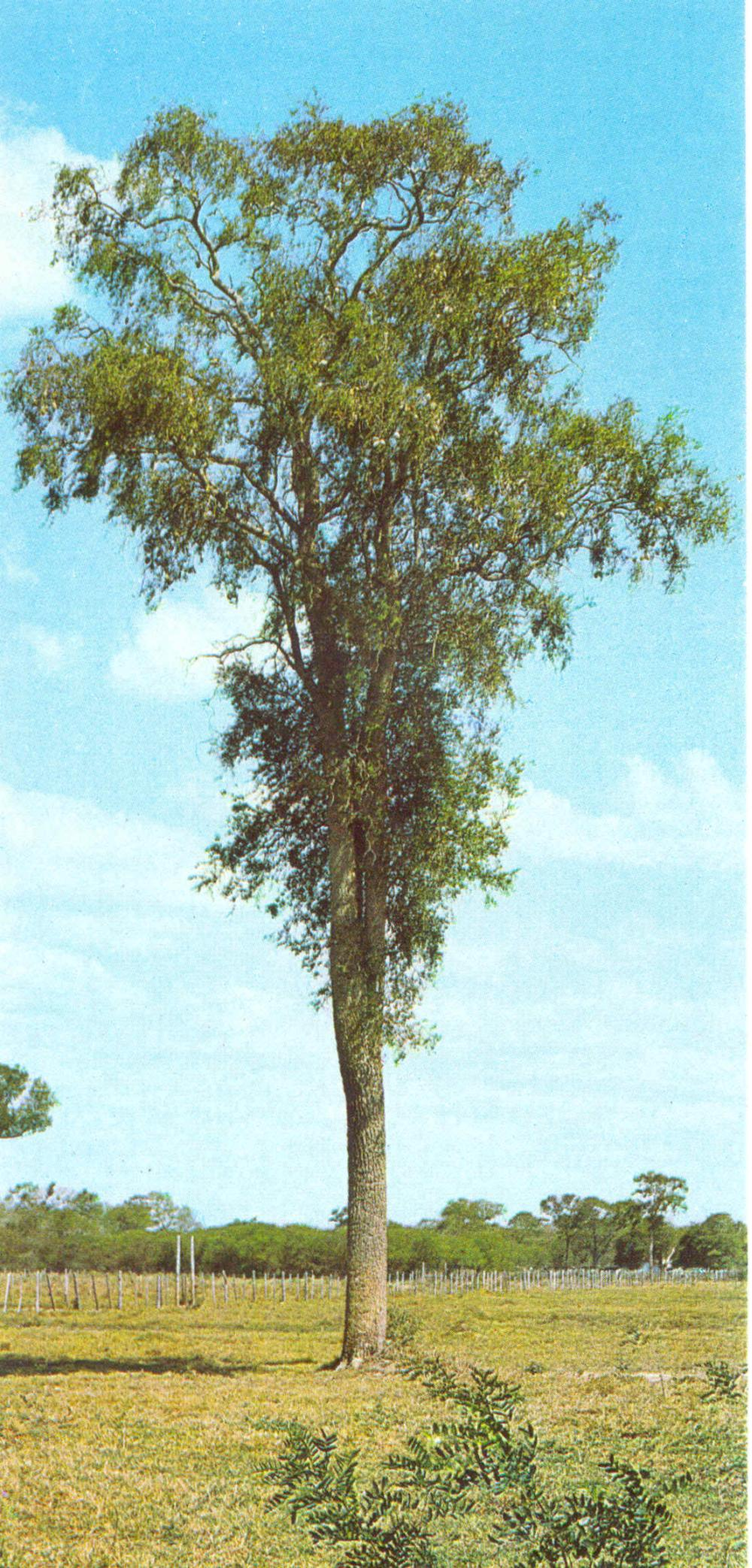

Подсемейство—Триба—Подтриба
- Apocynoideae
  - Apocyneae
  - Echiteae
  - Malouetieae
  - Mesechiteae
  - Wrightieae
- Asclepiadoideae
  - Asclepiadeae
    - Asclepiadinae
    - Astephaninae
    - Cynanchinae
    - Gonolobinae
    - Metastelmatinae
    - Oxypetalinae
    - Tylophorinae

  - Ceropegieae
    - Anisotominae
    - Heterostemminae
    - Leptadeniinae
    - Stapeliinae

  - Fockeeae
  - Marsdenieae
- Periplocoideae
- Rauvolfioideae
  - Alstonieae
  - Alyxieae
  - Carisseae
  - Hunterieae
  - Melodineae
  - Plumerieae
  - Tabernaemontaneae
  - Vinceae
  - Willughbeieae
- Secamonoideae

### Роды
Общее число родов — более четырёхсот, некоторые из них:
- Acokanthera G.Don — Акокантера
- Adenium Roem. & Schult. — Адениум. Суккулентные деревца и кустарники.
- Allamanda — Алламанда
- Alstonia R.Br. — Альстония. Прямостоячие деревья и кустарники.
- Alyxia — Аликсия
- Apocynum L. — Кутра
- Asclepias L. — Ваточник. Многолетние травы, полукустарники и кустарники из Северной и Южной Америки.
- Aspidosperma Mart. & Zucc. — Аспидосперма. Деревья из Южной Америки. К этому роду относится так называемое белое квебрахо — дерево с ценной древесиной Aspidosperma quebracho-blanco.
- Carissa L. — Карисса. Колючие тропические кустарники, некоторые культивируются как горшочная культура: Carissa macrocarpa (Eckl.) A.DC. — Карисса крупноцветковая, или Ягодичная слива [syn.  Carissa grandiflora A.DC.]
- Catharanthus G.Don — Катарантус
- Cerbera L. — Цербера
- Ceropegia — Церопегия
- Cynanchum — Цинанхум
- Dipladenia — Мандевилла
- Holarrhena — Голаррена
- Hoya R.Br. — Хойя
- Landolphia P.Beauv. — Ландольфия. В род представлен вьющимися деревянистыми лианами, иногда лазящими с помощью усиков.
- Macrosiphonia Müll.Arg. — Макросифония
- Mandevilla Lindl. — Мандевилла
- Nerium — Олеандр
- Notonerium Benth. — Нотонериум. Верескоподобный кустарник из южной Австралии.
- Pachypodium — Пахиподиум — Сюда входит Бутылочное дерево (Pachypodium lealii).
- Periploca — Обвойник
- Petchia — Петхия
- Plumeria — Плюмерия. Тропические деревья.
- Poacynum Baill. — Кендырь
- Rauvolfia Ruiz & Pav. — Раувольфия. Тропические деревья и кустарники, род включает виды Южноафриканское хинное дерево (Rauvolfia caffra) и Раувольфия змеиная (Rauvolfia serpentina).
- Strophanthus DC. — Строфант. Деревянистые лианы, кустарники и маленькие деревья из тропической Африки, Юго-Восточной и Южной Азии.
- Thevetia — Теветия. Растения внешним видом напоминают деревья рода Олеандр, из-за чего в народе их часто называют олеандрами.
- Vinca L. — Барвинок. Некоторые виды встречаются на территории России.
- Vincetoxicum Wolf — Ластовень
- Voacanga — Воаканга. Наиболее известный вид — Voacanga africana (Воаканга африканская).
- Willughbeia — Виллугбейя